# Seulimeum (plaats)
Seulimeum is een bestuurslaag in het regentschap Aceh Besar van de provincie Atjeh, Indonesië. Seulimeum telt 1332 inwoners (volkstelling 2010).